# 韦托尔·皮萨尼号装甲巡洋舰
“韦托尔·皮萨尼”号装甲巡洋舰（義大利語：Vettor Pisani）是一艘19世纪90年代为意大利皇家海军建造的装甲巡洋舰，也是同名舰级两舰中的首舰。在整个服役生涯中，本舰长期担任舰队旗舰，并驻扎在海外。在其中一次海外部署期间，本舰收到了来自北京的无线电信号，这也是最早向船只发送的远程无线电信号之一。“韦托尔·皮萨尼”号参加了1900年发生在中国的义和团运动和1911年至1912年间的意土战争。在这期间，本舰差点与奥匈帝国发生外交冲突。在第一次世界大战期间，本舰的活动受到奥匈帝国潜艇的威胁，并在1916年被改装成一艘维修船。最终，“韦托尔·皮萨尼”号在1920年被从海军中除籍，并在当年晚些时候被拆解。

## 设计和描述

1902年《海军年鉴》中的“韦托尔·皮萨尼”号装甲巡洋舰的舰体右立面以及俯视平面图

“韦托尔·皮萨尼”号和姊妹舰“卡洛·阿尔贝托”号的垂间长度为99（324英尺10英寸），总长度为105.7（346英尺9英寸），舷宽18.04（59英尺2英寸），吃水深7.2（23英尺7英寸）。在正常负载时本舰的排水量为6,614公噸（6,510長噸），满载排水量为7,128公噸（7,015長噸）。韦托尔·皮萨尼级一般配备编制为28名军官和472至476名士兵。

### 推进器
本舰由两台立式三胀蒸汽机提供动力，每台蒸汽机驱动一个螺旋桨轴。这些蒸汽引擎的蒸汽由8座苏格兰船用锅炉提供，而产生的废气则通过舰中部的两个烟囱中排出。设计上，本舰的最大输出功率为13,000匹指示馬力（9,700千瓦特），速度为19節（35每小時；22英里每小時）。“韦托尔·皮萨尼”号在海上试航时，尽管发动机的功率达到了13,259匹指示馬力（9,887千瓦特），航速却只达到18.6節（34.4每小時；21.4英里每小時）。该舰可以以10節（19每小時；12英里每小時）的航速达到5,400海里（10,000；6,200英里）的巡航半径。

### 武装
“韦托尔·皮萨尼”号的主要武器装备包括12门单装152/40 A型1891式速射炮。这些火炮全都被安装在两侧舷，其中8门安装在上甲板，另外4门安装在中央装甲堡的四角的装甲炮郭内。舰首和舰尾各安装了1门40倍径的120/40 A型1891式速射加农炮，其余两门120（4.7英寸）火炮安装在152（6.0英寸）火炮之间的主甲板上。为了防御鱼雷艇，该船装备了14门单装57（2.2英寸）哈乞开斯速射炮和8门37（1.5英寸）哈乞开斯速射炮。此外本舰还配备了四具450（17.7英寸）鱼雷发射管。

### 防护
“韦托尔·皮萨尼”号由船中部150（5.9英寸）厚的装甲带保护，舰首和舰尾减少到110（4.3英寸）。上层装甲也有150毫米厚，也安装于舰体舯部，并向上延伸到上层甲板的高度。弯曲的装甲甲板厚3.7厘米。指挥塔的装甲厚度也是150毫米，每门152毫米舰炮都有一枚5（2.0英寸）的炮盾保护。

## 建造和服役
“韦托尔·皮萨尼”号得名于威尼斯海军上将韦托尔·皮萨尼。1892年12月7日，该舰在斯塔比亚海堡的皇家造船厂开建，1895年8月14日下水，并于1899年4月1日完工。在1900年义和团运动期间，本舰被派往中国，并作为巡航分舰队指挥官、海军少将卡米罗·坎迪亚的旗舰。“韦托尔·皮萨尼”号于8月20日抵达中国驻扎，在1901年11月29日离开中国驻地之前在日本、朝鲜和符拉迪沃斯托克等地的港口进行了访问。1902年2月，本舰抵达拉斯佩齐亚，但只在意大利水域停留了一年，之后于1903年4月15日启程前往远东进行另一次为期一年的巡航。同年10月14日，意大利驻北京公使馆在中国海岸成功地用无线电信号发送到了本舰。这也是最早向船只发送的远程无线电信号之一。该舰于1904年6月13日返回意大利。1908年5月至6月“韦托尔·皮萨尼”号在希腊水域进行了一次短期巡航。
1911年9月29日，意土战争爆发了，此时“韦托尔·皮萨尼”号是海军少将阿布鲁齐公爵路易吉·阿梅迪奥亲王的旗舰，作为鱼雷艇整备舰。他下令旗下鱼雷艇整备舰队部署在亚得里亚海。舰队中的5艘驱逐舰在宣战仅仅一个小时后就成功在伊奥尼亚海拦截到两艘奥斯曼鱼雷艇。其中一艘在普雷韦扎防御工事的保护下得以避难，而另一艘则在被意大利炮火击毙了9名士兵后被迫搁浅。意军封锁了港口，阿布鲁齐公爵请求允许向奥斯曼当局发出最后通牒，要求土耳其交出这艘艇，否则他将令“韦托尔·皮萨尼”号和“圣邦将军”号战列舰轰炸普雷韦扎。 10月初，由于意大利干涉奥斯曼帝国控制下的阿尔巴尼亚，奥匈帝国组织发起了抗议活动，迫使意大利放弃在那里的军事行动。12月的大部分时间里，该舰都驻扎在塔兰托和布林迪西。
1912年4月中旬，阿布鲁齐公爵指挥的舰队护送意大利海军第一、第二和第四分舰队从塔兰托前往爱琴海东部。抵达目的地后，该舰队又炮击了达达尼尔海峡的防御工事，但收效甚微。同月19日，该舰队启程返回意大利。几个月后，“韦托尔·皮萨尼”号支援五艘鱼雷艇在7月18日至19日夜间进入达达尼尔海峡搜索奥斯曼舰队，但未能成功。
在第一次世界大战开始之前，“韦托尔·皮萨尼”号装备就被认为已经跟不上时代，因此在战争期间并不十分活跃。该舰在亚得里亚海度过了整个一战时期。1915年年中，她曾试图轰炸达尔马提亚海岸老拉古萨附近的一条铁路线，但未能成功。奥匈帝国海军潜艇U-4号拦截了意大利舰队并击沉了装甲巡洋舰“朱塞佩·加里波蒂”号。“朱塞佩·加里波蒂”号和另一艘被潜艇击沉的“阿马尔菲”号的损失，严重限制了威尼斯基地其他意大利海军舰只的活动。1916年，该舰被改装成为一艘修理船，并于1920年1月2日从海军序列中除籍。当年3月13日，“韦托尔·皮萨尼”号被报废拆解并出售。

## 脚注

### 引文
1. 1 2  日本海人社出版 2014，第46頁
2. 1 2 3 4  Gardiner，第350頁
3. 1 2 3 4  Fraccaroli，第28頁
4. 1 2 3  Silverstone，第286頁
5. ↑  Silverstone，第307頁
6. ↑  瓦德西 2013，第25頁
7. ↑  Naval Notes–Italy
8. ↑  Marchese，第72頁
9. ↑  Beehler，第9頁
10. ↑  史蒂夫，第22頁
11. ↑  Stephenson，第96–98頁
12. ↑  Beehler，第47頁
13. ↑  Beehler，第67–68頁
14. ↑  Stephenson，第262–265頁
15. ↑  Stephenson，第288–290頁
16. 1 2  Gardiner & Gray，第256頁
17. ↑  日本海人社出版 2014，第48頁
18. ↑  Freivogel，第40, 46–47頁
19. ↑  日本海人社出版 2014，第52頁
20. ↑  Halpern，第148, 151頁
21. ↑  Sondhaus，第289頁

## 期刊来源
- . Journal of the Royal United Service Institution (London: J. J. Keliher). September 1901, XLV (283): 1136. OCLC 8007941 （英语）.
- Marchese, Giuseppe. . La Posta Militare. February 1996, (72)  [2022-04-24]. （原始内容存档于2016-07-16） （英语）.